# دریاچه اوسگو، میشیگان
دریاچه اوسگو (به انگلیسی: Otsego Lake Township) یک منطقهٔ مسکونی در ایالات متحده آمریکا است که در شهرستان آتسگو، میشیگان واقع شده‌است.
 دریاچه اوسگو ۹۱٫۹ کیلومتر مربع مساحت و ۲٬۵۳۲ نفر جمعیت دارد و ۴۳۳ متر بالاتر از سطح دریا واقع شده‌است.